# توفيق عبده إسماعيل
توفيق عبده إسماعيل (24 أبريل 2011 -) هو وزير سياحة، ووزير الطيران المدني، ووزير شؤون مجلسي الشعب والشوري، ورئيس البنك المصري المتحد سابقآ، أحد الضباط الأحرار الذين شاركوا في ثورة 1952. وكان الكاتب السري للسادات ومدير البنك الوطني بالدقهلية السابق. حكم عليه بالسجن 8 سنوات في قضية نواب القروض في 17 يوليو 1999.

## حياته السياسية
ولد في قرية ميت فارس مركز بني عبيد.
شغل توفيق عبده إسماعيل منصب وزير السياحة، وزير الطيران المدني وكان وزير شؤون مجلسي الشعب والشوري. كان نائب في مجلس الشعب عن دائرة دكرنس، محافظة الدقهلية لأربع دورات برلمانية متتالية من
1984 حتى 1995.

## قضية نواب القروض
وبعد أربع سنوات من الهروب وقف رجل الأعمال ياسين عبد الفتاح عجلان في قفص جنايات القاهرة لإعادة محاكمته بعد صدور حكم غيابي في عام 2000م بالسجن 15 عاما في قضية نواب القروض.
وقد نجح المتهمون في الحصول على مبالغ وصلت إلى 1.6 مليار جنيه من خمسة بنوك هي (المصرى المتحد «الدقهلية سابقا» والنيل والمهندس وفيصل الإسلامى وقناة السويس) حيث استغل المتهمون مناصبهم وحصانتهم في الحصول على منح لعدد من رجال الأعمال وصلت المليار جنيه بضمانات وهمية حيث وجهت النيابة وقتها تهمة الإضرار العمد والتربح والاستيلاء على المال العام وكان ذلك بمساعدة الوزير توفيق عبده إسماعيل وأودع جميع المتهمين السجن.
القضية بدأت نتيجة خلافات من عدة اتجاهات، خلافات عائلية بين عيسي العيوطي - رئيس البنك وقتها - وابنته علية، ورجال أعمال كان يساندهم البنك، وآخرين استولوا علي أرض في شركة مصر الجديدة، حققت مكاسب بالملايين للبنك.
وقد قدمت البلاغ الرقابة الإدارية، وبعدها طلبت النيابة من وزير الاقتصاد التصريح بالبدء، وحصلوا علي موافقة الوزير وتم رفع الحصانة عن أعضاء مجلس الشعب دون أن يتصلوا بمحافظ البنك المركزي طبقاً للقانون، كل ذلك تم خلال ساعات.
ولم يكن منهم أحد من المتهمين متعثر، وكلهم سددوا مديونياتهم بوثائق رسمية وشهادات من رؤساء البنوك، ولكن عندما قام رئيس محكمة استئناف القاهرة، وهو المستشار ممدوح مرعي وزير العدل الحالي، وسحب القضية من الدائرة الجنائية التي تنظر القضية، وقدمها لدائرة أخري شعرنا وقتها أن بالخاطرة، وتردد أن أحكاماً بالحبس في انتظارنا، والمتهمون الهاربون الآن كانوا قد جربوا الحبس الاحتياطي، فقرروا أن ينجوا بأرواحهم.
وبعد سحب المستشار ممدوح مرعي القضية إلي دائرة جديدة بدون ذكر السبب، هربت علية العيوطي إلى فرنسا قبل صدور الحكم بأسبوع وبتصريح من النائب العام. وبعد ذلك طلبت السلطات المصرية المن السلطات الفرنسية تسليمهم علية العيوطي ولكن السلطات الفرنسية ردت علي طلب الحكومة المصرية برفض تسليم «علية»، لأن الاتهامات الموجهة إليها لم تكن موجودة في القانون الفرنسي، كما أن فرنسا لم تضمن محاكمة عادلة لها في مصر.

## تاريخه السياسي
وكان توفيق عبده إسماعيل وزير السياحة والطيران يعتقد أنه من أكبر أخطاء الثورة أنها لم تكن تحترم الديمقراطية، مفسراُ كنت وزيراً مؤمناً بناصر ولكن النظام الناصري كان ديكتاتوريا وأنا أعلن الآن أني لا أؤمن بأي أفكار ناصرية خاصة في مجال التطبيق الديمقراطي.
انضم توفيق عبده إسماعيل فترة شبابه وفترة الجامعة لجماعة الإخوان المسلمين وكان مؤمنا بأفكارهم وكان يؤمن بأن الإخوان في بدايتهم كانوا ينتهجون منهجاً مختلفاً فهم كانوا جماعة دينية هدفها دينيا وليس سياسيا كما هو الأمر الآن، ومبادئهم دعوية دينية، وقد كان يفسر انضمامه إليهم لأنه كان يؤمن بأفكارهم وكان أخوه عضوا في الجماعة، ولكنه بعد ذلك أدرك أنه سيواجه مخاطر بانضمامه للإخوان وهذا الذي جعله يبتعد عنهم في هذه الفترة وهو كان يؤمن بفكرهم ومبادئهم ويحترم رأيهم ولكن بدون أن يشاركهم هذه الأفكار أو ينضم إليهم.
ثم انضم لتنظيم الضباط الأحرار في سبتمبر 49، ولديه مستندات تقول أن جمال عبد الناصر أنشأ هذا التنظيم في ذلك التاريخ وليس من قبل ذلك كما تردد، مؤكداً أن ناصر هو الذي أسس الضباط الأحرار باعتماده كلياً على خالد محي الدين، أما السادات فكان صاحب فكرة إشراك الجيش في السياسة وكان يؤمن بأن الجيش يشارك في العمل السياسي وينقلب على النظام وتم اعتقاله وبعد خروجه من المعتقل فصل لمدة عام من الجيش من سنة 50 إلى 51 ثم عاد مرة أخرى للجيش وكنا نبتعد عنه لأنه كان معروفا عنه أنه ضابط صاحب أفكار متطرفة، وتم ترقية السادات لرتبة مقدم وأصبح قائد سلاح الإشارة في سيناء بالكامل.
وكان يتلقى منشورات من الضباط الأحرار والتقيت بخالد محي الدين عام 51 وحدثني في الموضوع وبعدها التقيت بحسين الشافعي ودعاني للانضمام لتنظيم الضباط الأحرار وبالفعل شاركتهم في ثورة يوليو وكنت مسئولا عن الدبابات في حركة 26 يوليو وكنت في موقعي بالجيش أهرب السلاح لدكتور ثروت عكاشة من أجل الفدائيين في قناة السويس".
ويؤكد توفيق إسماعيل بأنه وبعد نجاح الثورة في الوصول للسلطة وبعد أحداث محمد نجيب والتخلص منه تم التخلص من بعض الضباط وكنت من ضمنهم وفصلت من الجيش بدون سبب وبدون معاش فعدت لقريتي بالمنصورة وعملت مع والدي بالزراعة لمدة عام وبعدها اتصل بي صلاح سالم وطلب مني أن اتجه مع ثمانية آخرين من الضباط المفصولين مثلي إلى السودان من أجل الدعاية للوحدة مع مصر ولكن الإخوة في السودان لم يكونوا يرغبون في الوحدة وحدث خلاف بين عبد الناصر وصلاح سالم حول هذا الموضوع وتم عزل صلاح سالم وتحديد إقامته في القناطر وبالتالي تم فصلي من جديد.
وهاجم توفيق إسماعيل رجال الثورة وقال أنهم للأسف لا يؤمنون بالديمقراطية وهذا هو سبب انهيار مبادئ الثورة لأنها لم تكن تحترم الديمقراطية رغم أن الديمقراطية أحد مبادئها الستة التي وضعها عبد الناصر في فلسفة الثورة ولكن لم تكن تطبق ولم يكن مسموح بالخلاف في الرأي رغم أن الاختلاف في الرأي كثيراً ما يؤدي إلى حلول أفضل فالنظام أيام عبد الناصر كان ديكتاتورياً.